# II. Fliegerkorps
Le II. Fliegerkorps   (2e Corps aérien) a été l'un des principaux Corps de la Luftwaffe allemande durant la Seconde Guerre mondiale.

## Création et différentes dénominations
Il a été formé le 11 octobre 1939 à Francfort-sur-le-Main à partir de la 2. Flieger-Division. Ce Corps a été transféré sur le théâtre méditerranéen le 15 novembre 1941. Il a été fusionné avec le Feldluftgau XXX le 29 août 1944 et rebaptisé Kommandierender General der Deutschen Luftwaffe in Nordbalkan (Commandement général de la Luftwaffe allemande dans les Balkans du Nord).
En novembre 1944, le corps a de nouveau été rebaptisé II. Fliegerkorps, puis renommé Luftwaffenkommando Nordost le 12 avril 1945.
| Début           | Fin             | Nom                                                          |
| --------------- | --------------- | ------------------------------------------------------------ |
| 1er août 1938   | 11 octobre 1939 | 2. Flieger-Division                                          |
| 11 octobre 1939 | 29 août 1944    | II. Fliegerkorps                                             |
| 29 août 1944    | Novembre 1944   | Kommandierende General der Deutschen Luftwaffe in Nordbalkan |
| Novembre 1944   | 12 avril 1945   | II. Fliegerkorps                                             |
| 12 avril 1945   | 8 mai 1945      | Luftwaffenkommando Nordost                                   |

## Commandement

Drapeau du chef du Fliegerkorps

| Début             | Fin              | Grade           | Nom                  |
| ----------------- | ---------------- | --------------- | -------------------- |
| 11 octobre 1939   | 23 février 1943  | Generaloberst   | Bruno Loerzer        |
| 23 février 1943   | 12 juin 1943     | Generalleutnant | Martin Harlinghausen |
| 26 juin 1943      | 30 juin 1944     | General         | Alfred Bülowius      |
| 1er juillet 1944  | 31 août 1944     | Generalleutnant | Kurt Kleinrath (uk)  |
| Reconstitution    |                  |                 |                      |
| 1er décembre 1944 | Janvier 1945     | General         | Johannes Fink (en)   |
| Janvier 1945      | 1er février 1945 | General         | Stefan Fröhlich (en) |
| 1er février 1945  | 12 avril 1945    | General         | Martin Fiebig        |

## Chef d'état-major
| Début            | Fin             | Grade        | Nom                       |
| ---------------- | --------------- | ------------ | ------------------------- |
| ?                | ?               | ?            | ?                         |
| 19 décembre 1939 | 20 février 1940 | Generalmajor | Günther Korten            |
| 25 février 1940  | 20 juin 1940    | Oberst       | Andreas Nielsen           |
| 20 juin 1940     | 24 août 1942    | Generalmajor | Paul Deichmann            |
| ?                | 5 mars 1943     | Oberleutnant | Holm Schellmann           |
| ?                | ?               | ?            | ?                         |
| 6 septembre 1943 | ?               | Oberleutnant | Lothar von Heinemann (de) |

## Quartier Général
Le Quartier Général s'est déplacé suivant l'avancement du front.
| Début           | Fin             | Ville                           |
| --------------- | --------------- | ------------------------------- |
| Octobre 1939    | Mai 1940        | Francfort-sur-le-Main           |
| 24 mai 1940     |                 | Schloß Amervis près de Bastogne |
| Juillet 1940    | Juin 1941       | Gand                            |
| Juin 1941       | Juillet 1941    | Otwock près de Varsovie         |
| Juillet 1941    | Septembre 1941  | Kopys près de Kalouga           |
| Septembre 1941  | Octobre 1941    | Chatalovo                       |
| Octobre 1941    |                 | Ioukhnov                        |
| Octobre 1941    | 4 décembre 1941 | Kalouga                         |
| 4 décembre 1941 | Juin 1943       | Taormine                        |
| Juin 1943       | Septembre 1943  | Sala Consilina                  |
| Septembre 1943  | Octobre 1943    | Merate                          |
| Octobre 1943    | Décembre 1943   | Verona                          |
| Décembre 1943   | 12 juin 1944    | Compiegne                       |
| 12 juin 1944    | Août 1944       | Chartres                        |
| Août 1944       | 29 août 1944    | Nisch                           |
| 29 août 1944    | Novembre 1944   | Agram                           |
| Novembre 1944   | 3 février 1945  | Fünfkirchen                     |
| 3 février 1945  | 2 avril 1945    | Biesenthal près de Berlin       |

## Rattachement
| Octobre 1939 - Juillet 1940    |  | Luftflotte 3              |
| Juillet 1940 - Décembre 1943   |  | Luftflotte 2              |
| Décembre 1943 - Août 1944      |  | Luftflotte 3              |
| Août 1944 - Novembre 1944      |  | Luftwaffenkommando Südost |
| Novembre 1944 - 3 février 1945 |  | Luftflotte 4              |
| 3 février 1945 - 2 avril 1945  |  | Luftflotte 6              |

## Unités subordonnées
- Mai 1940 :
  - 3./Fernaufklärunsggruppe 121
  - Kampfgeschwader 2
  - Kampfgeschwader 3
  - Kampfgeschwader 53
  - Jagdfliegerführer 3
- Août 1940 :
  - Kampfgeschwader 2
  - Kampfgeschwader 3
  - Kampfgeschwader 53
  - Sturzkampfgruppe II/1
  - Sturzkampfgruppe II/Lehrgeschwader 2
  - Zerstörergruppe 210
- Juin 1941 :
  - 1.(F)/ Aufklärungsgruppe 122
  - Kampfgeschwader 3
  - Kampfgeschwader 53
  - Schnellkampfgeschwader 210
  - Jagdgeschwader 51
  - Kampfgeschwader z.b.V. 102
- Juillet 1943 :
  - Fernaufklärungsgruppe 122
  - Kampfgeschwader 1
  - Kampfgeschwader 6
  - Kampfgeschwader 26
  - Kampfgeschwader 30
  - Kampfgeschwader 54
  - Kampfgeschwader 76
  - Kampfgeschwader 77
  - Kampfgeschwader 100
  - Schnellkampfgeschwader 10
  - Schlachtgeschwader 2
  - Zerstörergeschwader 1
  - Zerstörergeschwader 26
  - Jagdgeschwader 3
  - Jagdgeschwader 27
  - Jagdgeschwader 53
  - Jagdgeschwader 77
  - Nachtjagdgeschwader 2
- Novembre 1944 :
  - Nahaufklärungsgruppe 12
  - Schlachtgeschwader 10
  - Nachtschlachtgruppe 5
  - Nachtschlachtgruppe 10

### Sources
- II. Fliegerkorps sur Lexikon der Wehrmacht
- II. Fliegerkorps